# Fios de ovos

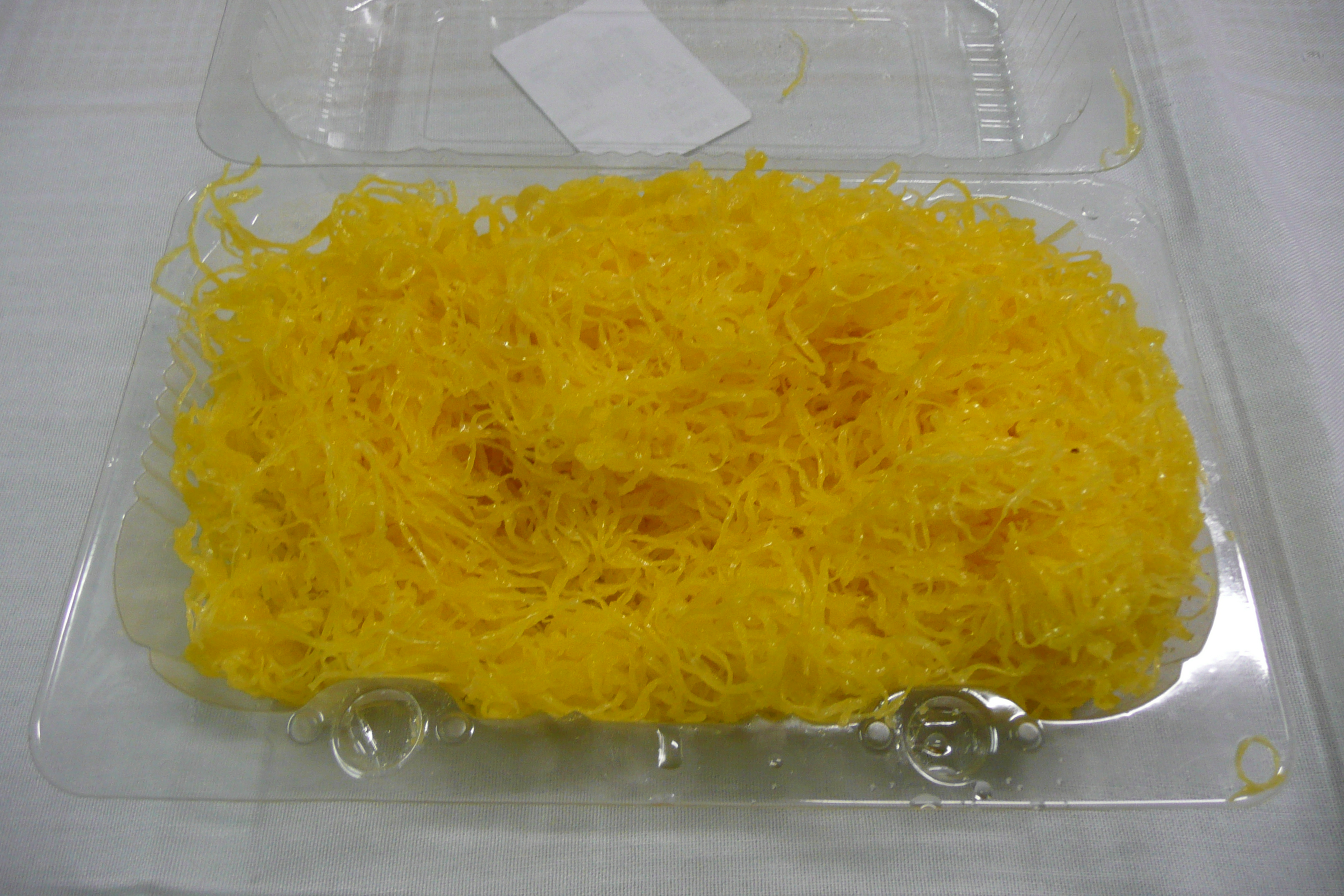
Fios de ovos comprados de uma confeitaria em Curitiba, Brasil.

Fios de ovos é um prato típico português feito com ovos e açúcar. Uma variante japonesa do prato servida em rolos é chamada keiran somen (鶏卵素麺). A receita tornou-se também muito popular na Tailândia com o nome "foi thong".
No Brasil é costume servir fios de ovos e frutas em calda com o peru ou frango de natal.